# ありあけ (フェリー・2代)
ありあけは、マルエーフェリーが運航していたフェリー。本項目では、1995年竣工の2代目を取り扱う。

## 概要
ありあけ（初代）の代船として林兼船渠で建造され、1995年9月に就航した。
2009年11月27日、運航中に熊野灘で三角波と思われる高波を受け大傾斜をおこした後、三重県御浜町七里御浜の海岸に座礁、全損した。

### 就航航路
東京航路
- 東京港（10号地ふ頭・沖縄奄美船客待合所） - 志布志（志布志港） - 奄美大島（名瀬港新港地区） - 那覇港（新港ふ頭）

2008年7月まで、与論島（与論港）へ寄港していた。
本船の事故後、有村産業の航路休止により係船されていたクルーズフェリー飛龍21を代船として購入、2010年3月18日より就航した。その後、クルーズフェリー飛龍21が2014年12月7日に運航を終了したため、旅客営業は休止された。現在は、RO-RO船琉球エキスプレス2・琉球エキスプレス3が就航している。

## 設計
初代と比較して、総トン数が1.6倍となり大型化した。
船体は上部からA甲板 - E甲板の5層で、A甲板が操舵室および乗組員居住区、B甲板前方が船室・食堂などの旅客区画、後方が乗用車の区画、C・D・E甲板が車両・コンテナ積載区画となっている。E甲板後部に機関室上段があり、甲板下の前部は各種タンク、後方が機関室下段となっている。ランプウェイはD甲板の右舷船首と船尾両舷に装備しており、B・C・D甲板は左舷後方の船内スロープで接続されている。

## 事故・トラブル

### 貨物船との衝突
2002年9月8日、16時37分ごろ、東京から志布志へ向かうため、入船右舷付けで接岸していた東京港10号地ふ頭A岸壁から離岸する際、主機の右舷機と左舷機の操作を取り違え、対岸のお台場ライナー埠頭に接岸していた貨物船ポーラーリヒトに衝突した。衝突により、ありあけは左舷船尾の外板に凹損および左舷船尾ランプウェイのフレームに亀裂、 ポーラーリヒトは右舷船尾の外板に破口およびハンドレールに曲損を生じた。

### 乗組員負傷
2005年8月27日、16時20分ごろ、東京港10号地ふ頭A岸壁に接岸中、亀裂の生じた右舷主機7番シリンダ給気管を修理するため、チェーンブロックと電動ホイストを使用して取り下ろし作業を行っていたところ、吊り下げた給気管の動きにより、一等機関士および三等機関士が隣接する給気管の管フランジに手を挟まれ負傷した。